# Kisha

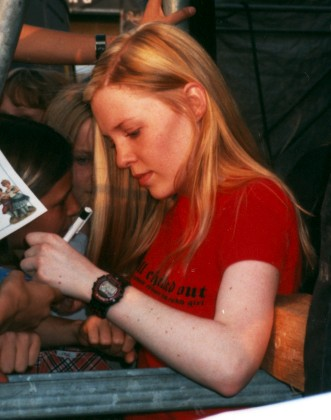
Kisha in Dresden (1999)

Kisha (bürgerlich Brigitte Kobel; * 28. Dezember 1978 in Wünnewil-Flamatt) ist eine ehemalige Schweizer Mundart- und Popsängerin.

## Leben und Karriere
Kisha unterzeichnete 1998 einen Plattenvertrag bei Ariola. Im Juli 1998 erschien ihre erste Single Why, die sich in Deutschland und in der Schweiz in den Charts platzieren konnte. Es folgte ebenfalls 1998 ihre zweite Vorabsingleauskopplung Love Is Enough, die in der Schweiz Platz 33 erreichte und seit Oktober 1998 als Titellied der ARD-Krankenhausserie In aller Freundschaft praktiziert. Im April 1999 erschien ihr selbstbetiteltes Debütalbum Kisha. 2001 war sie unter ihrem bürgerlichen Namen Brigitte Kobel als Schauspielerin in der von Simon Aeby inszenierten Literaturverfilmung Das Fähnlein der sieben Aufrechten nach dem gleichnamigen Werk des Schweizer Dichters Gottfried Keller in der Hauptrolle der Hermine Frymann zu sehen. Im März 2002 folgte mit Crazy World ein weiteres englischsprachiges Studioalbum. Im Oktober 2004 brachte sie ihr drittes Album Stoffwächsu auf Berndeutsch heraus.
Nach erfolgreichen frühen Jahren – 1998 erhielt Kisha in der Sparte Pop den Prix Walo – und diversen Konzerttourneen (1999 bis 2006) wurde es um sie in den folgenden Jahren ruhig. Von Anfang 2007 bis Juli 2008 befand sie sich nach eigenen Angaben in einer kreativen Pause, die sie mit der Ankündigung eines neuen Albums im New-Country-Stil beendete. Mit Nori Rickenbacher und Reto Burrell bildete sie das Trio C.H. (Country Helvetia) und gewann damit 2012 abermals den Prix Walo; diesmal in der Sparte Country.
Im Mai 2014 gab Kobel ihren Rückzug aus der Öffentlichkeit bekannt. Sie arbeitet seither in einer Geschenkboutique. Kobel ist liiert und lebt in Freiburg im Üechtland.

## Diskografie

### Studioalben
| Jahr | Titel Musiklabel         | Höchstplatzierung, Gesamtwochen, AuszeichnungChartplatzierungen (Jahr, Titel, Musiklabel, Platzierungen, Wochen, Auszeichnungen, Anmerkungen) | Höchstplatzierung, Gesamtwochen, AuszeichnungChartplatzierungen (Jahr, Titel, Musiklabel, Platzierungen, Wochen, Auszeichnungen, Anmerkungen) | Höchstplatzierung, Gesamtwochen, AuszeichnungChartplatzierungen (Jahr, Titel, Musiklabel, Platzierungen, Wochen, Auszeichnungen, Anmerkungen) | Anmerkungen                              |
| Jahr | Titel Musiklabel         | DE | AT | CH | Anmerkungen                              |
| ---- | ------------------------ | --- | --- | --- | ---------------------------------------- |
| 1999 | Kisha Ariola (BMG)       | — | — | CH4 (9 Wo.)CH | Erstveröffentlichung: 13. April 1999     |
| 2002 | Crazy World Ariola (BMG) | — | — | CH15 (6 Wo.)CH | Erstveröffentlichung: 15. Februar 2002   |
| 2004 | Stoffwächsu Ariola (BMG) | — | — | CH21 (6 Wo.)CH | Erstveröffentlichung: 20. September 2004 |

### Singles
| Jahr | Titel Album                         | Höchstplatzierung, Gesamtwochen, AuszeichnungChartplatzierungen (Jahr, Titel, Album, Platzierungen, Wochen, Auszeichnungen, Anmerkungen) | Höchstplatzierung, Gesamtwochen, AuszeichnungChartplatzierungen (Jahr, Titel, Album, Platzierungen, Wochen, Auszeichnungen, Anmerkungen) | Höchstplatzierung, Gesamtwochen, AuszeichnungChartplatzierungen (Jahr, Titel, Album, Platzierungen, Wochen, Auszeichnungen, Anmerkungen) | Anmerkungen                                                                              |
| Jahr | Titel Album                         | DE | AT | CH | Anmerkungen                                                                              |
| ---- | ----------------------------------- | --- | --- | --- | ---------------------------------------------------------------------------------------- |
| 1998 | Why Kisha                           | DE64 (9 Wo.)DE | — | CH9 (15 Wo.)CH | Erstveröffentlichung: 15. Juni 1998                                                      |
| 1998 | Love Is Enough Kisha                | — | — | CH33 (10 Wo.)CH | Erstveröffentlichung: 6. November 1998                                                   |
| 1999 | Chumm gib mir Dini Hand Vollträffer | — | — | CH37 (9 Wo.)CH | Erstveröffentlichung: 1999 Florian Ast feat. Kisha                                       |
| 2001 | Düre Wind –                         | — | — | CH24 (10 Wo.)CH | Erstveröffentlichung: 16. März 2001                                                      |
| 2002 | Hello Crazy World                   | — | — | CH76 (2 Wo.)CH | Erstveröffentlichung: 14. Januar 2002                                                    |
| 2005 | We Are on Fire! –                   | — | — | CH29 (12 Wo.)CH | Erstveröffentlichung: 19. Dezember 2005 mit Tanja Dankner, Daniel Kandlbauer & Marc Sway |
| 2006 | Sowieso –                           | — | — | CH79 (1 Wo.)CH | Erstveröffentlichung: 20. Oktober 2006                                                   |

## Filmografie
- 2001: Das Fähnlein der sieben Aufrechten (Regie: Simon Aeby)